# 横浜幸銀信用組合
横浜幸銀信用組合（よこはまこうぎんしんようくみあい）は、神奈川県横浜市中区に本店を置く在日韓国人系の信用組合である商銀信用組合。2017年3月13日に、前身の横浜中央信用組合と九州幸銀信用組合の2信組が合併して発足した（存続組合は横浜中央信用組合）。商銀信組の合併を繰り返した結果、151信用組合のうち12位の規模となり、関東地方や九州地方など16県を営業地域とすることになった。
2017年11月27日には、信用組合岡山商銀を吸収合併し、岡山県内の2店舗を継承。岡山・鳥取・香川の3県が新たに営業地域となった。

## 概要
マイナス金利政策で悪化した金融情勢の対策として、在日韓国人信用組合協会（韓信協）は商銀の合併を推進。2016年11月に横浜中央と九州幸銀信用組合の合併で基本合意。翌2017年1月10日に両信組の臨時総会において合併契約書が承認された。同年3月10日、財務省関東財務局は合併を認可。
理事長には、横浜中央央信用組合理事長の呉龍夫が就任した。
本店は現横浜中央信用組合本店に置き、本部を現横浜中央信用組合と現九州幸銀本部の両方に置く。
在日朝鮮人の主要産業であるパチンコ、飲食店、建築・土木を主な取引先とする。
ATM（一部の店舗を除く）では、しんくみ お得ねっと提携信用組合のカードによる出金は自組合扱いとなる。横浜DeNAベイスターズのデザインの通帳・キャッシュカードを発行している。
2020年2月、本店ビルを新築移転。

## 営業地区
- 神奈川県、静岡県、茨城県、千葉県
- 長野県、群馬県、栃木県、山梨県
- 福井県、富山県、石川県、新潟県
- 岡山県、鳥取県
- 香川県
- 福岡県、熊本県、大分県、佐賀県

## 社会貢献活動
- 地元・横浜DeNAベイスターズを応援し、横浜スタジアムのダグアウト周辺広告（一・三塁側ベンチ上）に掲載している。
- 新江ノ島水族館のビーチクリーン活動「えのすいeco」活動にサポーターとして加盟している。
- 新江ノ島水族館内の相模湾ゾーンにて、干潟の生態系を再現した水槽の展示に協賛している。